# Червонофлотець
Червонофлотець — військове звання і посада військовослужбовця рядового складу ВМФ СРСР.
29 січня 1918 року рішенням Ради Народних Комісарів прийнятий декрет про утворення Робітничо-Селянського Червоного Флоту (РСЧФ). З цього часу і до 1946 року його рядовий склад носив військове звання червонофлотець. Дане положення було законодавчо оформлене постановою ЦВК і РНК СРСР від 29 вересня 1935 року.
З листопада 1940 року для військовослужбовців строкової служби РСЧФ введено військове звання старший червонофлотець. З липня 1946 року вказані військові звання отримали сучасну назву — матрос і старший матрос.